# Notoschoenomyza apicalis
Notoschoenomyza apicalis är en tvåvingeart som först beskrevs av Stein 1911.  Notoschoenomyza apicalis ingår i släktet Notoschoenomyza och familjen husflugor. Inga underarter finns listade i Catalogue of Life.